# مورينو (أبروتسو)
مورينو (بالإيطالية: Morino)‏ هي بلدية في مقاطعة لاكويلا في إقليم أبروتسو الإيطالي.

## السكان
في سنة 1861 بلغ عدد السكان 2٬095 نسمة، وتطور العدد ليصل في سنة 2011 لـ 1٬505 نسمة.
يظهر هذا المخطط البياني تطور النمو السكاني لـ مورينو (أبروتسو)